# توماس ای. کارن
توماس اِی. کارن (انگلیسی: Thomas A. Curran؛ ‏ ۲۹ مهٔ ۱۸۷۹ – ۲۴ ژانویهٔ ۱۹۴۱) بازیگر اهل ایالات متحده آمریکا بود.
از فیلم‌هایی که وی در آن‌ها نقش داشته‌است، می‌توان به الهام، مراکش، راه شیری، آقای دیدز به شهر می‌رود، چرخش زمان، ولز فارگو و همشهری کین اشاره نمود.